# 생영국민학교 금곡분교
생영국민학교 금곡분교는 대한민국 전라남도 완도군 생일면 생일로 1143-1(금곡리)에 있었던 국민학교 분교이다.

## 연혁
- 일자미상 생영국민학교 금곡분교 설립 인가
- 1954년 7월 31일 금곡분교장 개교
- 1967년 4월 1일 도서벽지학교 '을'급 지정
- 1986년 1월 1일 도서벽지학교 '다'급 조정
- 1993년 9월 1일 폐교 및 생영국민학교 통폐합